# Schubladentest
Der vordere beziehungsweise hintere Schubladentest (engl. drawer test) ist eine Untersuchungsmethode in der Unfallchirurgie und Orthopädie. Der Schubladentest dient zusammen mit dem Lachman-Test der primären klinischen Diagnostik einer Ruptur des vorderen bzw. hinteren Kreuzbandes (Kreuzbandriss) des Kniegelenkes, durch Prüfung der anterioren (vorne liegend) und posterioren (hinten liegend) Translation (Parallelverschiebung). Beim Hund kann er durch den Tibiakompressionstest ergänzt werden. Darüber hinaus wird in der Tiermedizin auch das Verschieben des Oberarmknochens gegen das Schulterblatt nach vorn zum Nachweis einer Bizepssehnentendinopathie als Schubladentest bezeichnet.
Manche empfehlen, den Schubladentest beim Verdacht auf einen Außenbandriss nur innerhalb der ersten 48 Stunden nach der Verletzung durchzuführen, um nicht zu riskieren, dass sich im Falle eines Bänderrisses die frühen Verklebungen der Bänder wieder lösen. Sind mehr als 48 Stunden vergangen, solle man stattdessen von einem Riss ausgehen.

## Durchführung
Üblicherweise soll der zu testende Patient in Rückenlage das Knie in 90° gebeugter Position halten. Das Herunterhängenlassen des Unterschenkels, beispielsweise von der Untersuchungsliege, vermeidet dabei die meisten möglichen Fehlerquellen. Das gebeugte Knie wird dann vom Untersucher mit beiden Händen so umfasst, dass die Zeigefinger beider Hände in der Kniekehle des Patienten liegen. Der Unterschenkel wird nun nach vorn gezogen oder nach hinten gedrückt. Beim vorderen Schubladentest wird der Unterschenkel gegen den Oberschenkel ventral und beim hinteren Schubladentest entsprechend dorsal verschoben. Das Ausmaß der dabei möglichen Parallelverschiebung – in Relation zum nicht betroffenen Knie – ist zusammen mit der Qualität des Endpunktes der Verschiebung wichtig für die Beurteilung.

## Ergebnis
Der jeweilige Schubladentest gilt als positiv, wenn der Unterschenkel gegen den Oberschenkel in der jeweiligen Richtung um mehr als 0,5 cm verschiebbar ist. Bei positiver vorderer Schublade ist dann das vordere Kreuzband geschädigt, bei positiver hinterer Schublade das hintere. Zur Diagnosesicherung wird dann häufig noch eine Magnetresonanztomographie („Kernspin“) oder eine Arthroskopie durchgeführt. Bei letzterer ergibt sich gleichzeitig die Möglichkeit zur operativen Therapie in Form einer Kreuzbandteilresektion (bei Anriss), einer Refixation des ausgerissenen Bandes an seiner natürlichen Ansatzstelle oder einer Kreuzbandplastik.

## Fehlerquellen
Beim Schubladentest ist dessen exakte Durchführung für die Zuverlässigkeit der Diagnose von großer Bedeutung, da sowohl vorderer als auch hinterer Kreuzbandriss sich gegenseitig maskieren können, indem der Unterschenkel gegenüber dem Oberschenkel in eine unnatürliche Position rutscht (VKB-Riss: nach vorn; HKB-Riss: nach hinten), so dass man dann bei „verrutschtem Knie“ den Riss des falschen Kreuzbandes diagnostiziert. Das Knie ist dann vermeintlich in die Richtung des intakten Kreuzbandes verschiebbar. Deswegen soll das Knie vor dem Test immer in „Neutralstellung“ gebracht werden.
Im Vergleich zum Lachman-Test ist die Aussagekraft des Schubladentests geringer.

## Medizingeschichtliches
Der Ursprung des Schubladentests ist weitgehend unklar. Paessler und Michel nennen Paul Ferdinand Segond, der 1879 erstmals eine ‚abnormale Mobilität des Knies‘ als Folge eines Kreuzbandrisses beschrieb.